# Guengat
Guengat (bret. Gwengad) – miejscowość i gmina we Francji, w regionie Bretania, w departamencie Finistère.
Według danych na rok 1990 gminę zamieszkiwały 1604 osoby, a gęstość zaludnienia wynosiła 71 osób/km² (wśród 1269 gmin Bretanii Guengat plasuje się na 395. miejscu pod względem liczby ludności, natomiast pod względem powierzchni na miejscu 437.).